# Sphingicampa montana
Sphingicampa montana is een mot uit de familie van de nachtpauwogen (Saturniidae). De wetenschappelijke naam van de soort is voor het eerst geldig gepubliceerd in 1905 door Packard.Hij komt voor in Arizona en Mexico.
De spanwijdte is tussen de 62 en 82 mm. De mannetjes zijn kleiner dan de vrouwtjes. De motten vliegen in de periode van midden juli tot half augustus.
De rups voedt zich met Haematoxylon brasalita, Cassia emarginata, Acacia farnesiana, Gleditsia triacanthos en Robinia pseudoacacia. De kleur en vorm lijken sterk afhankelijk te zijn van het dieet van de larve.